# Жилино-2
Жи́лино-2 — посёлок в Московской области России. Входит в городской округ Люберцы. Население — 299 чел. (2010).

## География
Посёлок Жилино-2 расположен в центральной части городского округа Люберцы, примерно в 2 км к юго-востоку от города Люберцы. Высота над уровнем моря 135 м. Рядом с посёлком протекает река Пехорка. Ближайшие населённые пункты — деревня Кирилловка и посёлок Егорово.

## История
До муниципальной реформы 2006 года посёлок Жилино-2 находился в подчинении администрации рабочего посёлка Томилино. 
С 2006 до 2016 гг. посёлок входил в городское поселение Томилино Люберецкого муниципального района. С 2017 года входит в городской округ Люберцы, в рамках администрации которого Жилино-2 относится к территориальному управлению Томилино-Октябрьский.

## Инфраструктура и производство
На территории посёлка расположены фабрика ООО "Пехорский текстиль" — одного из крупнейших российских производителей вязальной пряжи и ЛПХ "Рябушка" — животноводческое хозяйство.

## Население
По переписи 2002 года в посёлке проживало 172 человека (72 мужчины, 100 женщин).
| 2002 | 2006 | 2010 |
| ---- | ---- | ---- |
| 172  | ↘170 | ↗299 |